# グロッテリーア
グロッテリーア（イタリア語: Grotteria）は、イタリア共和国カラブリア州レッジョ・カラブリア県にある、人口約3,100人の基礎自治体（コムーネ）。

## 地理

### 位置・広がり

#### 隣接コムーネ
隣接するコムーネは以下の通り。括弧内のVVはヴィボ・ヴァレンツィア県所属を示す。
- ファブリーツィア (VV)]
- ガーラトロ
- ジョイオーザ・イオーニカ
- マンモラ
- マリーナ・ディ・ジョイオーザ・イオーニカ
- マルトーネ
- サン・ジョヴァンニ・ディ・ジェラーチェ
- シデルノ

## 行政

### 分離集落
グロッテリーアには、以下の分離集落（フラツィオーネ）がある。
- Agliona, Aspalmo, Cambruso, Catalisano, Calasmita, Dragoni, Farri, Grotteria Mare, Neblà, Maida, Marmora, Ricciardo, Ruvari, Santo Stefano, Zinnì, Pirgo, Bombaconi, Marcinà